# John Saylor (judoka)
John Saylor (14 de abril de 1953) es un deportista estadounidense que compitió en judo. Ganó tres medallas en el Campeonato Panamericano de Judo en los años 1976 y 1978.

## Palmarés internacional
| Campeonato Panamericano | Campeonato Panamericano  | Campeonato Panamericano | Campeonato Panamericano |
| Año                     | Lugar                    | Medalla                 | Categoría               |
| ----------------------- | ------------------------ | ----------------------- | ----------------------- |
| 1976                    | Maracaibo (Venezuela)    | Medalla de plata        | +95 kg                  |
| 1976                    | Maracaibo (Venezuela)    | Medalla de plata        | Abierta                 |
| 1978                    | Buenos Aires (Argentina) | Medalla de bronce       | +95 kg                  |